# Kendall O'Connor
A. Kendall O'Connor ou Ken O'Connor (7 juin 1908 à Perth, Australie - 27 mai 1998 à Burbank, Californie,) était un animateur, artiste de layout, imagineer et directeur artistique américain.

## Biographie
Kendall O'Connor a commencé sa carrière d'artiste de layout chez Disney en 1935.
Il prend sa retraite en 1978 mais travaille pour Walt Disney Imagineering sur le développement pour certaines attractions comme World of Motion, Universe of Energy et The Magic of Disney Animation.
En 1992, il est nommé Disney Legends.

## Filmographie
- 1935 : Jazz Band contre Symphony Land (animateur)
- 1937 : Blanche-Neige et les Sept Nains (layout, directeur artistique)
- 1939 : Le Cochon pratique (layout)
- 1940 : Pinocchio (directeur artistique)
- 1940 : Fantasia (directeur artistique)
- 1940 : Dumbo (film, 1941) (directeur artistique)
- 1946 : La Boîte à musique (layout)
- 1947 : Coquin de printemps (layout)
- 1948 : Mélodie Cocktail (layout)
- 1948 : Danny, le petit mouton noir (layout)
- 1950 : Cendrillon (layout)
- 1951 : Alice au pays des merveilles (layout)
- 1953 : Melody (directeur artistique)
- 1953 : Peter Pan (layout)
- 1954 : C'est un souvenir de décembre (layout)
- 1955 : La Belle et le Clochard (layout)
- 1959 : Eyes in Outer Space (layout)
- 1962 : The Search for Truth (layout)
- 1963 : Disneyland (layout), 7 épisodes, 1955-1963
- 1964 : Man's Search for Happiness (en) (layout)
- 1965 : Les Instruments de musique (directeur artistique)
- 1965 : Donald's Fire Survival Plan (directeur artistique)
- 1965 : Freewayphobia No. 1 (directeur artistique)
- 1965 : Goofy's Freeway Troubles (directeur artistique)
- 1969 : The Social Side of Health (art stylist)
- 1969 : The Fight (art stylist)
- 1970 : Lunch Money (art stylist)
- 1970 : I'm No Fool with Electricity (art stylist)
- 1973 : VD Attack Plan (art stylist)
- 1987 : Le Petit Grille-pain courageux (layout)
- 1987 : Histoires fantastiques (consultant couleur) (1 épisode)
- 1989 : La Petite Sirène (développement visuel)
- 1990 : Back to Neverland (consultant artistique)
- 2001 : Marco Polo: Return to Xanadu (layout)